# Veenmosrietland (natuurdoeltype)
Veenmosrietland is een natuurdoeltype dat voorkomt als verlandingsvegetatie in kleine wateren die in laagveengebieden liggen en geen last hebben van golfslag. De vegetatie bestaat voornamelijk uit mossen en planten die behoren tot de familie van de cypergrassen (Cyperaceae), riet (Phragmites australis) en kruidachtige vegetatie. De vegetatie vergt een zeer nat tot nat waterregime en een ondiepe grondwaterstand die vaak tot aan het maaiveld loopt, waardoor de grond meebeweegt met het grondwater. De vegetatie wordt voornamelijk gevoed door regenwater en in kleinere hoeveelheden door grondwater. Het natuurdoeltype kan tegen incidentele overstromingen van zoet oppervlaktewater. De bodem heeft een matig zure tot zure pH-waarde en is oligotroof. Het natuurdoeltype heeft een oppervlakte van minstens 0,5 ha nodig om zichzelf in stand te houden en komt overeen met het habitattype overgangs- en trilveen uit de habitatrichtlijn.

## Plantengemeenschappen
Binnen het natuurdoeltype trilveen komen slechts twee plantengemeenschappen voor.
| Nederlandse naam                         | Wetenschappelijke naam                                 |
| ---------------------------------------- | ------------------------------------------------------ |
| veenmosrietland                          | Pallavicinio-Sphagnetum                                |
| rompgemeenschap met veenpluis en veenmos | RG Eriophorum angustifolium-Sphagnum-[Scheuchzerietea] |